# Gölen (Daretorps socken, Västergötland)
Gölen är en sjö i Tidaholms kommun i Västergötland och ingår i Motala ströms huvudavrinningsområde.